# زيد بن خالد الجهني
زَيْد بن خَالِد الجُهَنِيّ. يكنى أبا عبد الرحمن، وقيل: أبو زرعة، وقيل: أبو طلحة.
سكن المدينة، وشهد الحديبية مع رسول الله ﷺ، وكان معه لواء جهينة يوم الفتح.
روى عنه من الصحابة السائب بن يزيد الكندي، والسائب بن خلاد الأنصاري، وغيرهما، ومن التابعين ابناه «خالد»، و«أبو حرب»، وعبيد الله بن عبد الله بن عتبة، وابن المسيب، وأبو سلمة، وعروة وغيرهم.
أخبرنا الخطيب عبد اللّه بن أحمد بن عبد القاهر بإسناده إلى أبي داود الطيالسي، أخبرنا ابن أبي ذئب، وزمعة بن صالح، عن الزهري، عن عبيد الله بن عبد الله بن عتبة ابن مسعود، عن زيد بن خالد الجهني، وأبي هريرة قال: اختصم رجلان إلى النبي ﷺ فقال أحدهما: أنشدك اللّه لما قضيت بيننا بكتاب اللّه. فقام خَصْمُه، وهو أفقه، فقال: أجل يا رسول الله، فاقض بيننا بكتاب اللّه، وائذن لي فأتكلم. فأذن له، فقال: يا رسول الله، إن ابني كان عسِيفًا على هذا، وإنه زنى بامرأته، فأخبرت أن على ابني الرجم، فافتديت منه بمائة شاة وخادم، فلما سألت أهل العلم أخبروني أن على ابني جلد مائة وتغريب عام، وأن على امرأة هذا الرجم. فقال رسول الله ﷺ: «وَالَّذِي نَفْسِي بِيَدِهِ لأَقْضِيَنَّ بَيْنَكُمَا بِكِتَابِ اللَّهِ، أَمَّا المَائَةُ شَاةٍ وَالخَادِمُ فَهُمْ رَدٌ عَلَيْكَ، وَعَلَى ابْنِكَ جَلْدُ مَائَةٍ وَتَغْرِيبُ عَام، وَاغْدُ يَا أُنَيْسُ عَلَى امْرَأَةِ هَذَا فَإِنِ اعْتَرَفَتْ فَارْجُمُهَا». فَغَدَا عَلَيْهَا، فسئلت، فاعترفت، فرجمها (*).
رواه ابن جريج، ومالك، ومعمر، وابن عُيَيْنة، والليث، ويُونَس بن يزِيد، وغيرهم عن الزهري، نحوه.
وتوفي بالمدينة، وقيل: بمصر، وقيل: بالكوفة، وكانت وفاته سنة ثمان وسبعين، وهو ابن خمس وثمانين، وقيل: مات سنة خمسين، وهو ابن ثمان وسبعين سنة، وقيل: توفي آخر أيام معاوية، وقيل: سنة اثنتين وسبعين، وهو ابن ثمانين سنة، والله أعلم.